# Brun (hästfärg)

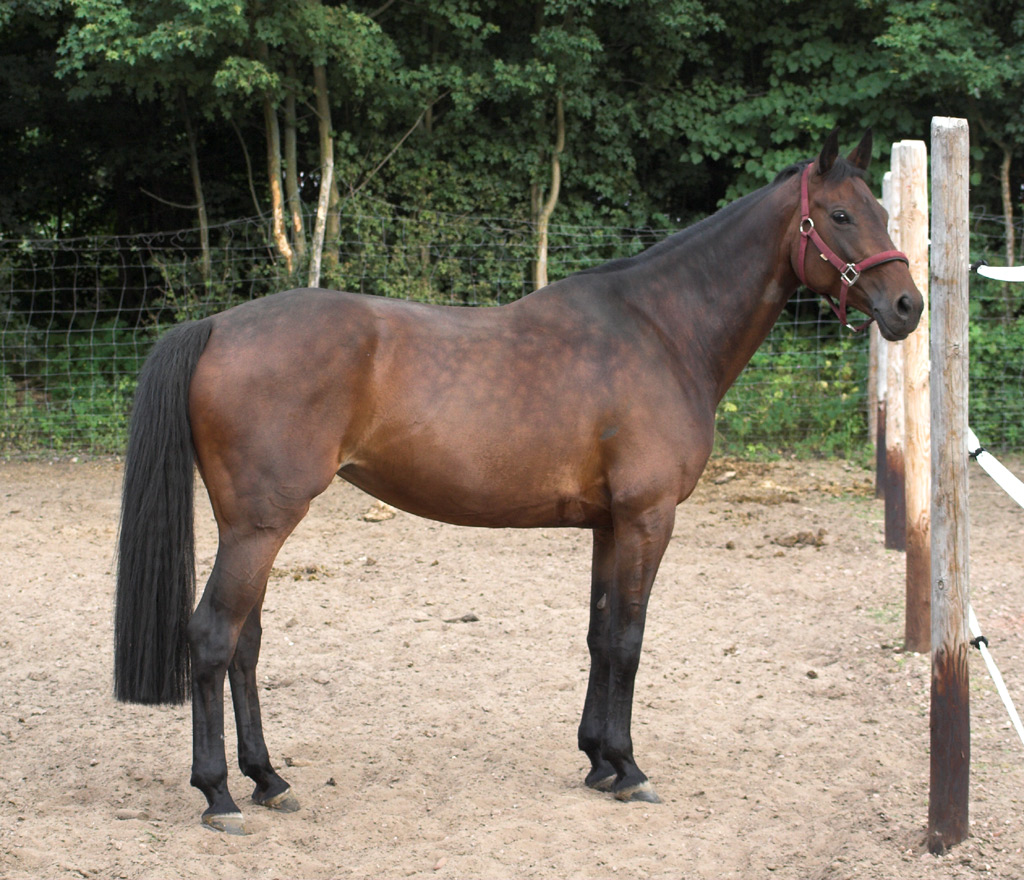
Mörkbrun

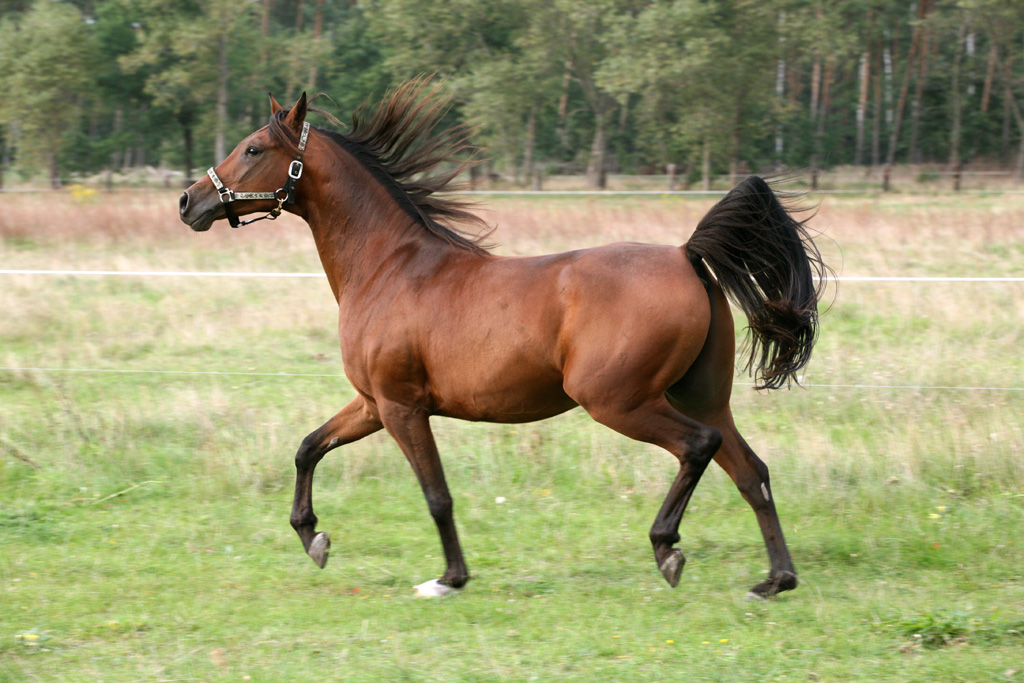
Brun

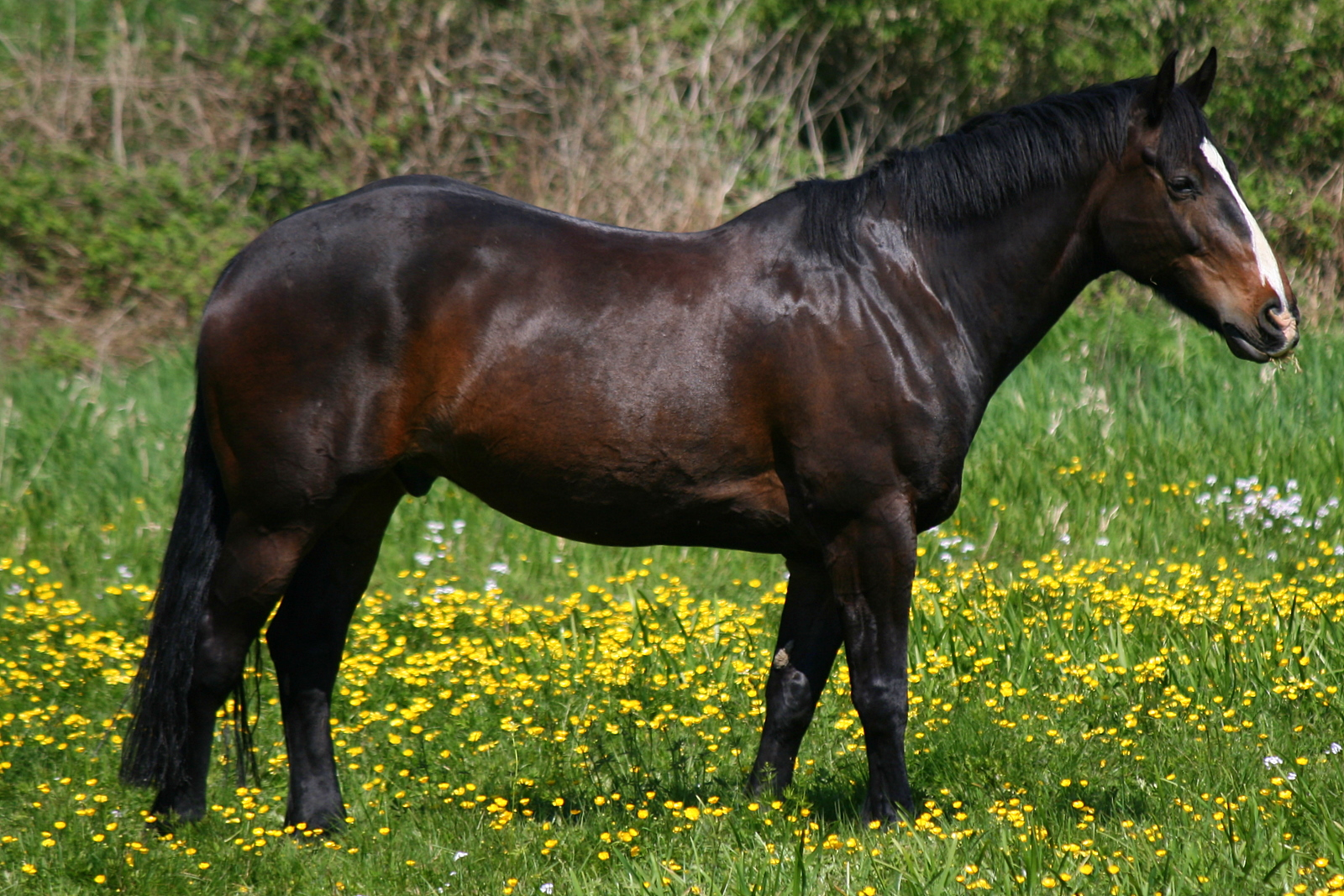
Svartbrun

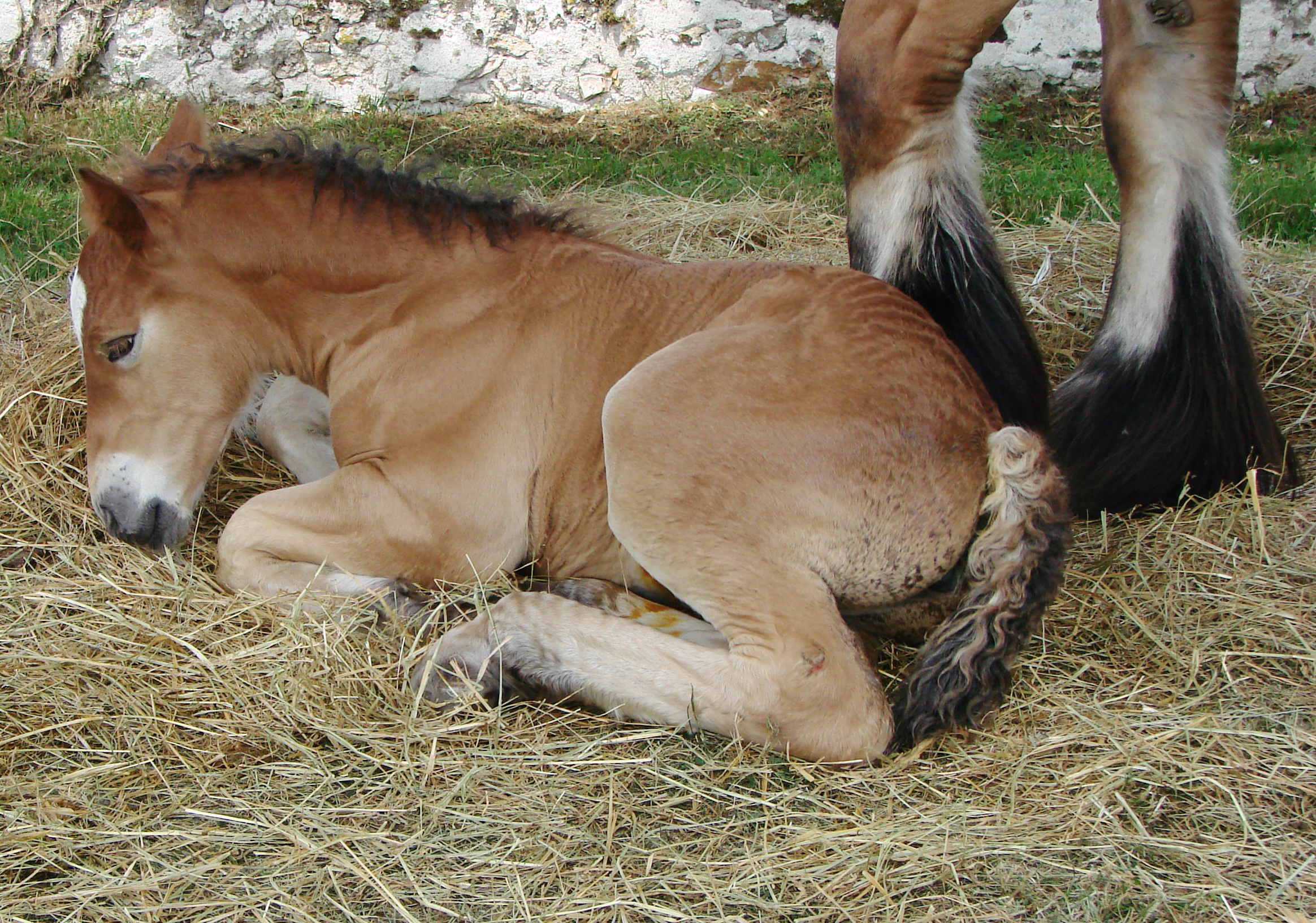
Brunt föl (notera de ljusa benen)

Brun är en av de tre standardfärgerna som en häst kan ha. En brun häst har bruna täckhår (päls), svart man och svans och svarta ben.
Brun är den vanligaste hästfärgen och den finns i många olika nyanser, alltifrån väldigt ljusa, till nästan helt svarta. Täckhåren hos en brun häst är bandade, alltså två eller fler färger finns på samma hårstrån. Håren är ljusa närmast huden och mörka i toppen, detta syns extra tydligt på ljus- och mellanbruna hästar som klipps på vintern och då får en ljus, rödorange färg.
Bruna hästar kan lätt blandas ihop med fuxar, särskilt svettfuxar (mörka fuxar) och mörka borkar. Motskuggning längs hästens rygg kan se ut som en ål och en på det sättet färgad brun häst kan förväxlas med en black.

## Nyanser
- Brun - Samlingsnamn samt för nyanser mellan ljus- och mörkbrun.
- Ljusbrun - De ljusaste nyanserna av brun.
- Mörkbrun - En lite mörkare brun nyans, ofta med en del svarta hår insprängda i pälsen.
- Svartbrun - Helt svart häst med en ljusare brun nyans runt mjukdelarna (mule, ljumskar, armhålor).
- Blodbrun - En rödaktig nyans
- Viltbrun - Mindre svart på benen än vanligt och lite blekare på kroppen

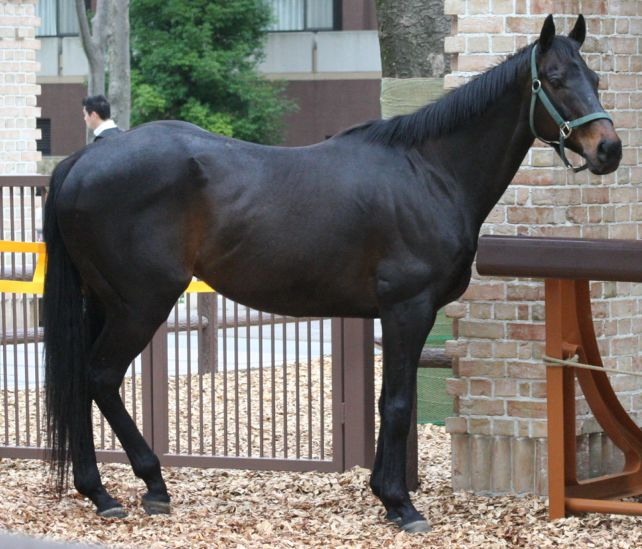
Ett mörkbrunt eller svartbrunt fullblod

## Varianter
- Motskuggning - Mörka områden längs överlinjen. Motskuggning kan till exempel se ut som en ål eller som svagt definierade mörka fält som går i rät vinkel mot rygglinjen, ofta över korset eller skuldrorna.
- Mjölmule/pangaré - Ger ljus mule, buk och insida ben. Påverkar endast rött pigment och syns bara på fuxbaserade eller bruna hästar.
- Apelkastning - Förekommer ofta på mörkbruna hästar.

## Genetik
Färgen brun orsakas av minst en kopia dominant extension (E) och en kopia dominant agouti (A). Dominant agouti begränsar den svarta färgen till man, svans och ben, och låter den underliggande röda färgen synas. 
Att testa för extension och agouti avgör vilken grundfärg hästen har. Exempelvis kan uppfödare med dubbelgula föl ta DNA-prov för att avgöra grundfärgen, då fenotypen överlappar mellan gulvita, pärlvita och rökvita hästar.
Statistiskt sätt är EEAa bruna hästar de allra mörkaste och ger upphov till svartbrun eller black-and-tan phenotype på engelska, det antas att dominant agouti (A) beter sig som inkomplett dominant i närvaro av homozygot dominant extension (EE).

Det fanns en teori om fyra olika typer av agouti-genen:
- (A)= brun
- (A+)= viltbrun
- (At)= svartbrun
- (a)=svart

Hos andra djur som möss existerar A+ och At, hos hästar finns bara A och a. Agouti-genen är fullständigt efterforskad och påståenden om A+ och At hos hästar är accepterade som felaktiga.

Brun grundfärg i kombination med spädningsgener:
Black - brunblack
Gul - gulbrun vid en kopia, pärlvit/perlino vid två kopior
Silver - silverbrun, dominant anlag och Zz och ZZ ser likadant ut
Champagne - Amber champagne - dominant anlag, Chch och ChCh ser likadant ut
Pearl - en kopia syns inte, behöver vara homozygot pearl eller kombineras med gult